# Веселинович, Янко
Янко «Ян» Веселинович (серб. Јанко Веселиновић; 13 мая 1862 года, Салаш Црнобарски ― 26 июня 1905 года, Глоговац) ― сербский писатель.

## Биография
Веселинович был слишком молод, чтобы участвовать в войне с Турцией. Однако будучи подростком, он видел боевые действия и этот опыт он запомнил на всю жизнь. Его отец был приходским священником и штабным офицером сербской армии. 
После окончания педагогического колледжа в Белграде Веселинович вернулся в сельскую местность, в Мачву, что к западу от Белграда, чтобы преподавать в разных городах и деревнях (Свилайнац, Глоговац, Шабац и Коцелева). Живя рядом с сельскими жителями, он начал писать рассказы об их жизни и вскоре опубликовал свой первый сборник рассказов «Slike iz soeskog zivota» («Картины деревенской жизни», 1866). Впереди было ещё больше: к концу своей относительно короткой литературной карьеры он, тем не менее, написал много рассказов о сельской жизни в Сербии. Он переехал в Белград и попытался написать о жизни в городе, но без особого успеха. С 1893 года он жил в Белграде, где был помощником редактора государственной газеты  Srpskih Novina («Сербские новости»). В 1894 году он основал и редактировал свой собственный журнал Zvezda («Звезда»), хотя регулярно он публиковался лишь с 1896 по 1901 год. Одно время он писал пьесы для Национального театра в Белграде в сотрудничестве с сербским театральным актером Чичей Илией Станоевичем. Умер в Глоговаце 14 июня 1905 года.
По словам литературного критика Йована Скерлича, Веселинович наиболее известен своим описанием идиллической крестьянской жизни в Сербии. Веселинович, хотя и был реалистом, идеализировал сельский народ, добавляя поэтические штрихи к его описанию. Он также многое почерпнул из местного фольклора. Несмотря на то, что он изображал изнаночную сторону сельской жизни, Веселинович, казалось, склонялся к её идиллическому аспекту, как бы противясь развитию цивилизации.

## Творчество
На Веселиновича оказали влияние Милован Глишич, Милан. Миличевич, Джура Якшич и русинская писательница Мария А. Маркович, которая, как считается, писала под вымышленным именем Марко Вовчук.
Янко Веселинович принадлежит к тому же классу, что и Светолик Ранкович, который придавал своим романам дух протеста против устоявшихся моральных и политических устоев. Веселинович написал много романов и рассказов о патриархальном обществе большой сербской семьи (задруга). В его рассказах с большим мастерством описываются красоты и пейзажи его родины. В них уделяется большое внимание многочисленным этнографическим деталям старой сербской крестьянской жизни. Среди его самых успешных произведений ― полуисторический роман под названием «Гайдук Станко» («Мятежник Станко», 1896), в котором яркими красками описывается время Первого сербского восстания против турок; и Сельянка («Крестьянка», 1893 г.), которая представляет мрачную картину жизни крестьянки в сельской Сербии в XIX веке.

## Библиография

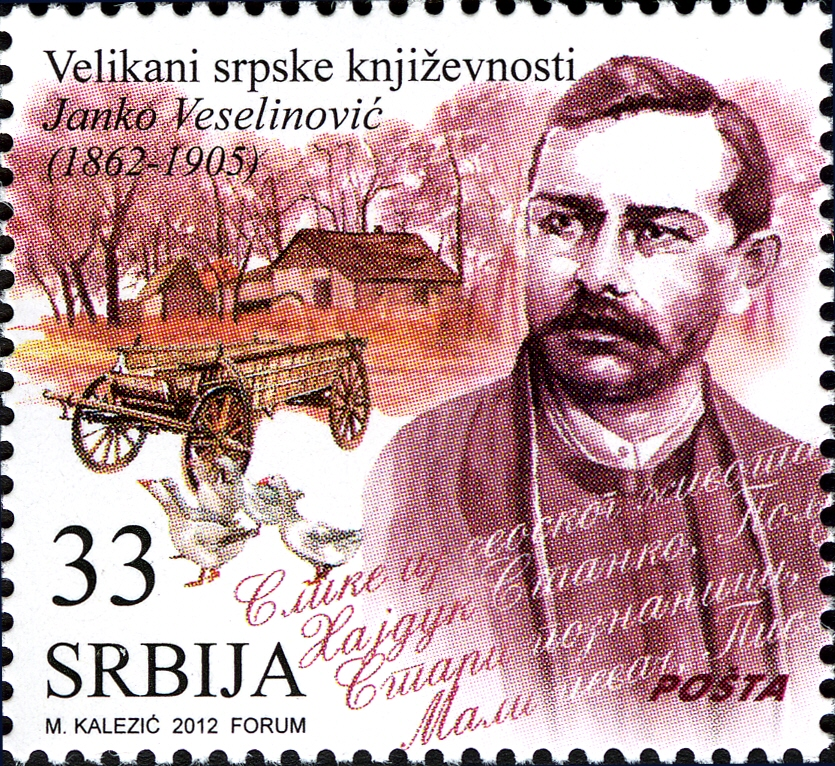
На сербской марке 2012 года